# Valtablado del Río
Valtablado del Río község Spanyolországban, Guadalajara tartományban. Valtablado del Río Arbeteta, Cifuentes, Ocentejo és Armallones községekkel határos. Lakosainak száma 8 fő (2024).

## Népesség
A település népessége az utóbbi években az alábbiak szerint változott:
| Lakosok száma | 15   | 18   | 19   | 14   | 13   | 12   | 9    | 7    | 8    | 8    |
|               | 2001 | 2004 | 2006 | 2009 | 2011 | 2014 | 2016 | 2019 | 2021 | 2024 |